# Jannie du Plessis
Jan Nathaniel du Plessis, detto Jannie (Bethlehem, 16 novembre 1982), è un rugbista a 15 e medico sudafricano, pilone dei Lions in Super Rugby e campione del mondo nel 2007 con gli Springbok; esercita la professione di medico ospedaliero.

## Biografia
Fratello maggiore di Bismarck, Jannie du Plessis compì gli studi superiori al Grey College di Bloemfontein; non entrò nel rugby professionistico che dopo i vent'anni, per espresso desiderio di sua madre la quale volle che entrambi i figli conseguissero una laurea prima di impegnarsi a tempo pieno nello sport.
Per tal motivo conseguì la laurea in medicina e iniziò a esercitare; nel 2006 esordì come professionista nel rugby per i Cheetahs di Bloemfontein con cui disputò due edizioni di Super Rugby.
In Nazionale sudafricana esordì nel 2007 nel corso del Tri Nations di quell'anno, in un match contro l'Australia, lo stesso in cui debuttò anche suo fratello Bismarck; come questi, anch'egli fu poi inizialmente escluso dalla selezione alla Coppa del Mondo di rugby 2007 in Francia; quando, in corso di competizione, BJ Botha si infortunò a una caviglia durante l'incontro con gli Stati Uniti, Janne du Plessis fu chiamato d'urgenza dal tecnico Jake White a rimpiazzarlo; al momento della chiamata stava lavorando in ospedale e praticando un taglio cesareo a una partoriente e partì la mattina successiva per la Francia.
La coppia di fratelli si ricompose quindi durante il mondiale, in quanto Bismarck era stato nel frattempo inserito in lista come sostituto dell'infortunato Pierre Spies.
Grazie a tale convocazione si laureò campione del mondo, scendendo anche in campo nei quarti di finale contro Figi e in semifinale contro l'Argentina.
Nel 2008 si unì agli Sharks, formazione nella quale già militava Bismarck da tre stagioni, e continua a esercitare la professione medica; nel 2010, dopo un test match a Città del Capo contro la Francia, durante il ricevimento del terzo tempo dovette intervenire a salvare un invitato dal soffocamento causato da un pezzo di carne rimastogli incastrato nella gola.
A giugno 2015, insieme a suo fratello, fu ingaggiato in Francia per tre anni al Montpellier; prese successivamente parte alla Coppa del Mondo di rugby 2015 in cui il Sudafrica giunse terzo.

## Palmarès
- Coppe del mondo: 1
Sudafrica: 2007
- Currie Cup: 6
Free State Cheetahs: 2005, 2006, 2007
Natal Sharks: 2008, 2010, 2013
- Challenge Cup: 2
Montpellier: 2015-16 2020-21